# ノリタケ・フミヤ・ヒロミが行く! キャンピングカー合宿〜出会い・ふれあい・幸せ旅〜
『ノリタケ・フミヤ・ヒロミが行く! キャンピングカー合宿〜出会い・ふれあい・幸せ旅〜』（ノリタケ・フミヤ・ヒロミがいく キャンピングカーがっしゅく であい・ふれあい・しあわせたび）は、フジテレビ系列で2015年から2016年及び2023年に不定期放送されている旅バラエティ番組である。とんねるずの木梨憲武、藤井フミヤ、ヒロミの冠番組。全3回。

## 概要
同世代にあたるとんねるず、チェッカーズ、B21スペシャルがそれぞれ下積み時代の頃から親交があり、今現在でも交流がある30年来の親友であるとんねるずの木梨憲武、藤井フミヤ、ヒロミの3人組がキャンピングカーで合宿する旅バラエティ番組である。
初回の前には事前番組『キャンピングカー合宿 〜出会い・ふれあい・幸せ旅〜準備中』も放送されていた。
旅の行き先・工程・段取りなどは全て3人が決めて実行する。
また、藤井にとって自身初のメイン出演するバラエティ番組である。
2023年9月28日には、『憲武 フミヤ ヒロミの突撃! 仲間のスターん家』（ノリタケ フミヤ ヒロミのとつげき! なかまのスターんち）へと番組名をリニューアルして、2016年以来の約7年ぶりに放送された。また、木梨にとって放送時間帯である木曜21時台にはとんねるずとしてレギュラー出演していた『とんねるずのみなさんのおかげでした』放送終了以来の約5年半ぶりに出演となる。

## 出演者
メインキャスト
- 木梨憲武（とんねるず）
- 藤井フミヤ
- ヒロミ

## 放送データ一覧
| 回数  | 放送日                  | 放送時間（JST） | 番組タイトル                                                                     | 場所                                         | ゲスト | 備考                         |
| ----- | ----------------------- | --------------- | -------------------------------------------------------------------------------- | -------------------------------------------- | --- | ---------------------------- |
| 第1回 | 2015年6月13日（土曜日） | 21:00 - 23:10   | ノリタケ・フミヤ・ヒロミが行く! キャンピングカー合宿〜出会い・ふれあい・幸せ旅〜 | 福岡県                                       | 坂上忍 | 『土曜プレミアム』枠で放送。 |
| 第2回 | 2016年6月12日（日曜日） | 19:00 - 20:54   | ノリタケ・フミヤ・ヒロミが行く! キャンピングカー合宿〜出会い・ふれあい・幸せ旅〜 | 神奈川県横浜市 神奈川県横須賀市 静岡県熱海市 | 坂上忍 綾小路きみまろ 森山直太朗 武豊 遠藤章造 カンニング竹山 満島真之介 KABA.ちゃん                                                                       | 『日曜ファミリア』枠で放送。 |
| 第3回 | 2023年9月28日（木曜日） | 21:00 - 22:48   | 憲武 フミヤ ヒロミの突撃! 仲間のスターん家                                       | 各芸能人別荘地                               | 水谷豊 所ジョージ 森山良子 坂上忍 小木博明（おぎやはぎ） ファーストサマーウイカ 生見愛瑠 山之内すず 村重杏奈 西村瑞樹（バイきんぐ） 伊藤俊介（オズワルド） |                              |

※第1回を前に事前番組として、2015年6月6日（土曜日）10:40 - 11:25（JST）には『キャンピングカー合宿 〜出会い・ふれあい・幸せ旅〜準備中』が放送された。この放送では、番組スタッフが番組の進行やナレーターを担当して、3人が旅に出る前の準備工程が放送された。

## 番組テーマソング
- 藤井フミヤ&憲武とヒロミ 「友よ」
  - 作詞：藤井フミヤ、作曲：藤井尚之、編曲：大島賢治
  - フジメロとiTunesにて同時配信された。
  - 2015年6月3日放送の『水曜歌謡祭』（フジテレビ）と、同年12月2日放送の『2015 FNS歌謡祭』（フジテレビ）で披露された。

- 木梨憲武&ヒロミ&所ジョージ「空を見上げた」
  - 作詞・作曲：所ジョージ
  - 2023年9月28日放送回のエンディングで新たな番組テーマソングとして所が書き下ろした楽曲で、同年12月6日放送の『2023 FNS歌謡祭』（フジテレビ）でも同上の3人で披露した。

## スタッフ
第3回放送時点
- ナレーション：西山喜久恵（フジテレビアナウンサー）
- 構成：大井洋一
- TP：秋山勇人
- CAM：池田幸弘
- VE：村上優介
- AUD：松本良道
- 照明：安藤雄郎
- DR：川上洋介
- 編集：浜野康良
- MA：小林由愛子
- 音効：大久保吉久（3×7）
- TK：槇加奈子
- タイトル：千代祥子（第2回までCGディレクター）
- イラスト：マジェリン
- 広報：大川緋葉
- デスク：弦巻和子
- 車輌：TOP INDUSTRY
- 技術協力：ニユーテレス、IMAGICA Lab.
- 制作協力：P.M CREATORS CO.,Ltd.
- 撮影協力：Coleman、DAM 第一興商、DCM株式会社
- 衣装協力：瞬殺の国のワンピース、Wila Sily
- 制作統括：太田一平
- AD：堺啓太、米谷颯太
- ディレクター：浦川瞬、田中良樹、楠田健太（田中・楠田→第2回までAD）
- プロデューサー：竹内承
- 演出：石川隼（第2回までディレクター）
- 総合演出：当麻晋三
- チーフプロデューサー：松本祐紀（第2回までプロデューサー）
- 制作：フジテレビ編成制作局バラエティ制作センター
- 制作著作：フジテレビ

### 過去のスタッフ
- 構成：金森直哉、樅野太紀
- ナレーション：博多華丸、一龍斎貞友
- TP：高瀬義美
- ドローン：谷+1。
- VE：土井理沙
- LD：川田敦史
- 美術プロデューサー：三竹寛典
- 美術進行：西嶋友里
- メイク：大橋由美子
- 編集：岩崎秀徳、一瀬将吾、中島史雄
- MA：民幸之助、水野学
- CGプロデューサー：久保田幸
- コーディネート：小菅貴子、小林香織
- リサーチ：小美野高明、稲津大周、木崎彩子（ビスポ）
- 技術協力：FMT、TAK
- 衣装協力：TOLL FREE
- 協力：FLEX、福岡ソフトバンクホークス株式会社、テレビ西日本、西本花火有限会社、古賀プロ・ロケーションサービス、（公財）久留米市都市公園管理センター、熱海市ADさんいらっしゃい
- 制作協力：ガスコイン・カンパニー
- 広報：片山正康
- デスク：川野友美、黒木智子
- AD：運天俊晃、三好良太、上村ひとみ、中野翔太、泉愛実、飯塚慶治郎
- プロデューサー：児玉芳郎、林田直子、小林靖子、石田雅美
- ディレクター：木村剛、井上真吾
- チーフプロデューサー：亀高美智子 → 中嶋優一